# Блок, Рори
Аврора «Рори» Блок (англ. Aurora "Rory" Block, родилась 6 ноября 1949, Принстон, Нью-Джерси, США) — американская блюзовая певица и гитаристка; представительница акустического кантри-блюза. Обладательница пяти наград Blues Music Awards.

## Биография
Аврора Блок родилась 6 ноября 1949 в Принстоне, штат Нью-Джерси в семье чешского происхождения; выросла на Манхэттене, Нью-Йорк. В 1960-х годах её отец владел обувной лавкой в Гринвич-Виллидже, где иногда выступали такие музыканты, как Питер Роуэн, Джефф Малдур, Джон Себастьян и другие. На гитаре начала играть в 10 лет, а в юношеские годы каждое воскресенье принимала участие в джем-сейшнах в Вашингтон-Сквер-парке в Нью-Йорке. Именно в этот период Блок познакомилась с музыкой самых влиятельных музыкантов дельта-блюза XX века. Она часто бывала в Бронксе, где брала свои первые уроки блюзовой и госпел музыки у Гари Дэвиса.
Когда Блок училась в средней школе, её родители разошлись. В 15 лет она с гитарой и несколькими друзьям отправилась в путешествие в Калифорнию, где останавливалась во многих небольших городах. Благодаря этому её репертуар обогатился многими кантри-блюзовыми песнями, а сама нашла свой пальцевый стиль игры на гитаре и слайд-гитаре. В середине 60-х годов Блок записала учебную пластинку под названием «Как играть блюз на гитаре» (под псевдонимом Саншайн Кейт), но потом на целое десятилетие оставила музыку, чтобы посвятить время семье. В середине и конце 70-х годов, она выпустила несколько пластинок. Позже была заключена рекордная сделка с бостонскис лейблом Rounder, на котором Блок выпустила альбом High Heeled Blues в 1981 году.
В 1996 году Блок получил награду W. C. Handy Awards, сначала за «лучший традиционный альбом» (When a Woman Gets the Blues), а в 1997 и 1998 годах как «лучшая исполнительница традиционного блюза». В 1997 году избрана в Зал славы CAMA, а в 1999 году получила другую награду W. C. Handy Award за «лучший акустический блюзовый альбом» (Confessions of a Blues Singer).
На протяжении 90-х годов и начала XXI века, Блок продолжала гастролировать после того как выросла её популярность в Европе и Скандинавии. Её часто сопровождал сын, Джордан Блок Вальдин, певец и мульти-инструменталист, который также принимал участие в записях её альбомов. Он оставил группу в 2002 году после выхода альбома i’m Every Woman, чтобы продолжить карьеру дизайнера эко-зданий и энергетических систем. В 2003 году после длительного сотрудничества с Rounder Records, Block подписала новое соглашение с лейблом Telarc, на котором выдала альбомы Last Fair Deal (2003) и From the Dust (2005).
Последние годы работает над проектом под названием «The Mentor Series» — коллекцией трибьют-альбомов, состоящих из кавер-версий песен и посвящённых блюзовым исполнителям, которых певица знала лично.
Первым альбомом из серии «The Mentor Series» стал выпущенный канадским лейблом Stony Plain Records в 2008 году Blues Walkin' Like A Man: A Tribute to Son House. Затем последовал в 2011 году Shake 'Em on Down: A Tribute to Mississippi Fred McDowell, в 2012 году — I Belong to the Band: A Tribute to Rev. Gary Davis, в 2013 году — Avalon: A Tribute to Mississippi John Hurt и в 2014 году — Hard Luck Child: A Tribute to Skip James. В 2011 году Блок опубликовал свою автобиографию «When a Woman Gets the Blues», а в 2014 году объявила о планах на специальный гастрольный тур в 2015 году под названием «Spirit and the Blues», в котором она намерена выступить вместе с Straightway Ministries Choir of Utica, госпел-группой под руководством Элдера Стивена Джонсона, внука Роберта Джонсона.

## Дискография
| - 1964 Old Time Banjo Project (Elektra) - 1967 How to Play Blues Guitar (Elektra) - 1975 Rory Block (RCA Victor) - 1976 Rory Block (i’m in Love) (Blue Goose) - 1977 Intoxication, So Bitter Sweet (Chrysalis) - 1979 You’re the One (Chrysalis) - 1981 High Heeled Blues (Rounder) - 1983 Blue Horizon (Rounder) - 1984 Rhinestones & Steel Strings (Rounder) - 1986 I’Ve Got A Rock In My Sock (Rounder) - 1987 House of Hearts (Rounder) - 1990 Color Me Wild (Alcazar) - 1991 Mama Blues (Rounder) - 1992 Ain’T I A Woman (Rounder) - 1994 Angel of Mercy (Rounder) - 1994 Women in (E)motion (Tradition & Moderne) - 1995 When a Woman Gets The Blues (Rounder) | - 1995 Turning Point (Munich) - 1996 Tornado (Rounder) - 1997 Gone Woman Blues (Rounder) - 1997 The Early Tapes 1975—1976 (Alcazar) - 1998 Confessions of a Blues Singer (Rounder) - 2002 I’M Every Woman (Rounder) - 2003 Last Fair Deal (Telarc) - 2004 Sisters and Brothers (Telarc) - 2005 From The Dust (Telarc) - 2006 The Lady and Mr Johnson (Rykodisc) - 2008 Blues Walkin' Like A Man: A Tribute to Son House (Stony Plain) - 2008 Country Blues Guitar — Rare Archival Recordings 1963—1971 (Guitar Workshop) - 2011 Shake Em On Down/A Tribute to Mississippi Fred McDowell (Stony Plain) - 2012 I Belong to the Band: A Tribute to Rev. Gary Davis (Stony Plain) - 2013 Avalon: A Tribute to Mississippi John Hurt (Stony Plain) - 2014 Hard Luck Child: A Tribute to Skip James (Stony Plain) |

## Награды
- 2007 Blues Music Awards за альбом The Lady and Mr Johnson в категории «акустический альбом».
- 2014 Blues Music Awards (номинация) за альбом Avalon: A Tribute to Mississippi John Hurt в категории «акустический альбом».
- 2014 Blues Music Awards (номинация) в категории «акустический артист».
- 2015 Blues Music Awards (номинация) за альбом Hard Luck Child: A Tribute to Skip James в категории «акустический альбом».